# Last Woman on Earth
La última mujer en la Tierra (en el original, Last Woman on Earth) es una película de ciencia ficción estadounidense de 1960 producida y dirigida por Roger Corman. Cuenta la historia de tres supervivientes de un misterioso apocalipsis, que parece haber acabado con toda la vida humana en la tierra. 
El guion es de Robert Towne, quien también actuó en la película bajo el seudónimo de Edward Wain.  La música fue compuesta y dirigida por Ronald Stein. La película se estrenó originalmente como un programa doble con La pequeña tienda de los horrores. 

## Trama

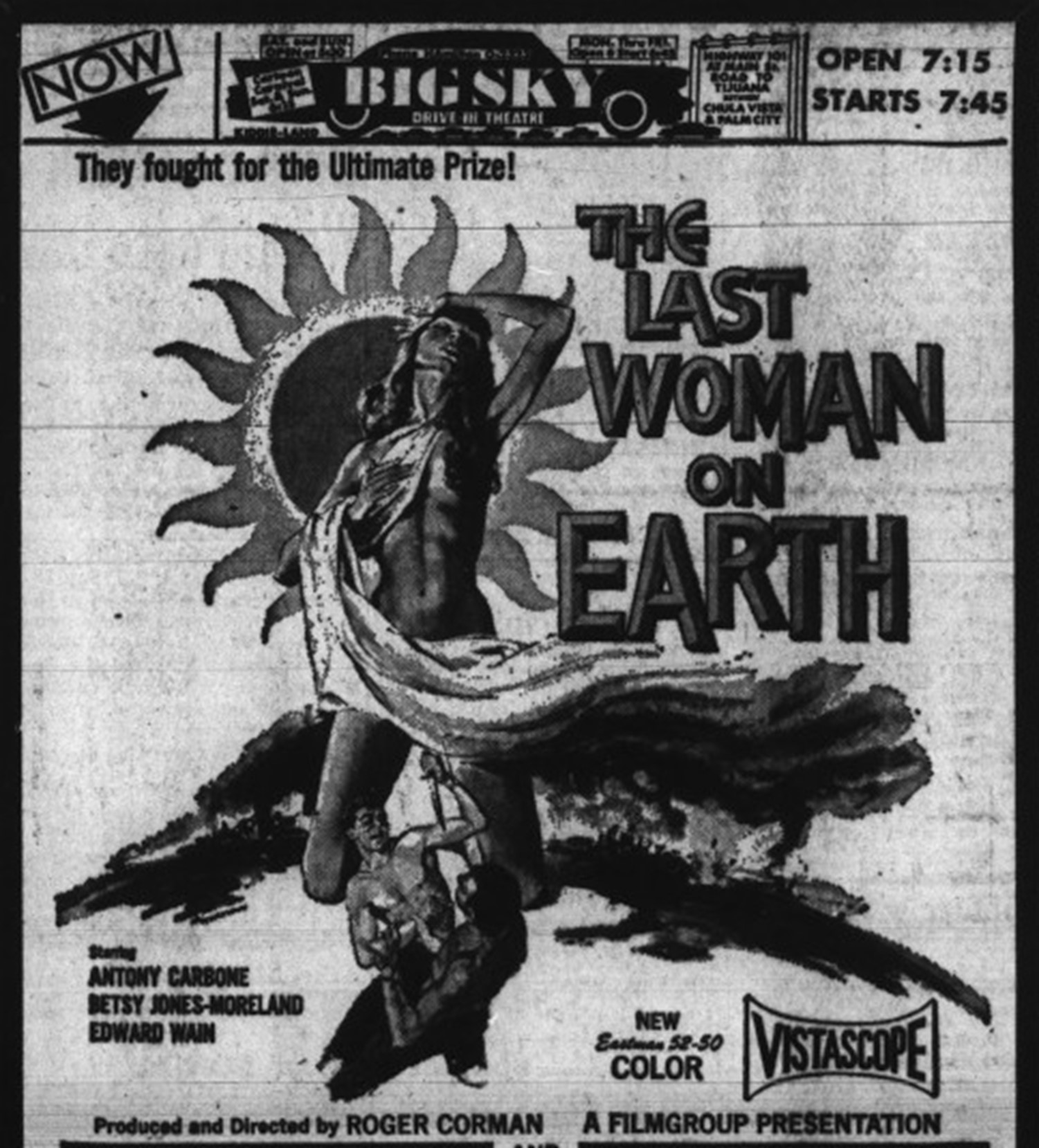
Anuncio de un autocine de septiembre de 1960, con el cartel original.

Harold Gern (Antony Carbone), un exitoso hombre de negocios neoyorquino que se encuentra constantemente en problemas legales, está pasando unas vacaciones en Puerto Rico con su atractiva esposa, Evelyn (Betsy Jones-Moreland), con quien se casó "entre juicios". A ellos se une Martin Joyce (Robert Towne, anunciado como Edward Wain), el abogado de Harold, que ha venido a discutir la última acusación.
Harold lo invita a un viaje en yate durante el cual los tres prueban algunos equipos de buceo recién comprados. Cuando salen a la superficie, no pueden respirar sin usar sus botellas de buceo. Suben de nuevo a su barco y encuentran a Manuel, el tripulante, muerto, aparentemente por asfixia. Al remar hasta tierra, se adentran en la selva. Al quedarse sin aire, descubren que el follaje desprende oxígeno que pueden respirar.
Cuando llegan a la ciudad, no encuentran a nadie vivo y no pueden contactar con nadie por radio. Se dan cuenta de que podrían ser los únicos supervivientes en la zona, tal vez en el mundo. El dominante Harold se hace cargo. Se concentran en volverse autosuficientes y los dos hombres pescan, ya que las criaturas marinas han sobrevivido. Más tarde, también encuentran insectos vivos y pollitos, presumiblemente recién nacidos. Harold siente que, a largo plazo, tendrán que trasladarse al norte, a un clima más frío, para evitar problemas con los insectos y la conservación de los alimentos y aumentar sus posibilidades de encontrarse con otros supervivientes.
Harold afirma ser propietario de Eve como marido. Martin le recuerda que las reglas han cambiado. Eve nunca sintió el amor de Harold y solo era una posesión. Ella encuentra la libertad. Harold y Martin tienen una pelea física después de que Martin se acostó con Eve. Ella le dice a su marido que no fue violada. Harold le da a Martin dos horas para irse. Eve quiere que Martin le pida que lo acompañe y él lo hace. Los dos se van juntos y Harold los sigue en una persecución hasta el barco. Harold golpea y mata a Martin. Le tiende la mano a Eve y los dos se van juntos.

## Medios domésticos
La película es de dominio público y existen varias ediciones en DVD, incluida una de Alpha Video.  La mayoría son copias en blanco y negro en 16  mm, impresas para sus emisiones en televisión, pero Internet Archive conserva una impresión en color descolorida. La versión de Retromedia fue transferida desde un formato de 35 mm con corrección del color y fue lanzada en DVD a través de Image Entertainment, con introducciones de Corman, y pistas de comentarios de Jones-Moreland y Carbone. El lanzamiento también incluye las otras dos películas de la a veces denominada "Trilogía de Puerto Rico" que Corman rodó allí, Creature from the Haunted Sea y Battle of Blood Island, filmadas consecutivamente con Last Woman on Earth.

## Reparto
- Betsy Jones-Moreland como Evelyn Gern.
- Antony Carbone como Harold Gern.
- Robert Towne como Martin Joyce (figura como Edward Wain).